# Ceratomyxa centriscopsi
Ceratomyxa centriscopsi is een microscopische parasiet uit de familie Ceratomyxidae. Ceratomyxa centriscopsi werd in 2010 beschreven door Gunter & Adlard. 